# Karl Haßloch
Karl Theodor Haßloch (getauft 21. Mai 1769 in Amorbach; † 23. August 1829 in Darmstadt) war ein deutscher Theaterschauspieler und Opernsänger (Tenor, Bass und Bariton), Komponist, Kapellmeister, Opernregisseur, Theaterleiter und Librettist.

## Leben
Haßloch wirkte ab 1789 in Mannheim, wo er den Schauspieler Friedrich August Werdy ersetzte, und heiratete 1793 die Sängerin Christiane Keilholz. Von 1797 bis 1806 leitete er das Theater in Kassel, das er wegen der Besetzung durch napoleonische Truppen verließ. Danach ging er nach Hamburg (1800–1801). 1809 ging er als Opernregisseur nach Darmstadt, wo er 1813 auch den Posten des Hofkapellmeisters übernahm. Er gastierte auch mit seiner Frau 1800 unter Goethe in Weimar.
Er hatte es zu keiner hervorragenden Stellung als Schauspieler gebracht, sondern fungierte mehr als der Gatte seiner Frau. Nichtsdestoweniger war er von seltener Vielseitigkeit („Don Carlos“, „Tamino“, „Don Juan“). Als Sänger konnte er ein Stimmphänomen genannt werden. Auch sang er sowohl Tenor- wie Bassbaritonpartien.
In Darmstadt wurde er Mitglied der Freimaurerloge Johannes der Evangelist zur Eintracht.

## Werke
- Giafar und Zaide, oder die Ruinen von Babylon, eine große romantische Oper in 3 Aufzügen (1823), (Libretto)